# Haojing
|  | Aquest article és sobre l'antiga capital de la Dinastia Zhou, per Haojing'ao vegeu Macau. |

Haojing (xinès tradicional: 鎬京, xinès simplificat: 镐京, pinyin: Hàojīng) va ser un dels dos assentaments que va comprendre la capital de la Dinastia Zhou Occidental (1066-770 aEC), l'altre dels quals va ser Fēngjīng (沣京/灃京). Junts eren coneguts com a Fēnghào (沣镐/灃鎬) i es van mantenir en les ribes oposades del Riu Feng (沣河) amb Haojing en la riba oriental. Els descobriments arqueològics indiquen que les ruïnes de Haojing es troben al costat del Riu Fēng al voltant de l'extrem nord del carrer Doumer (斗门街) en l'actualitat Xi'an, Província de Shaanxi. Aquest va ser el centre de govern del Rei Wu de Zhou (r. 1046-1043 aEC).

## Evolució
Després de fundar la seva dinastia, el Rei Wen de Zhou (r. 1099-1056 aEC) va traslladar la capital de Zhou de Qíyì (岐邑) a Fēngjīng; per raons desconegudes, el seu fill el Rei Wu més tard la va traslladar Hàojīng. Fēngjīng va esdevenir el lloc dels Santuaris Ancestrals i jardins de Zhou, mentre que Hàojīng contingué a la residència reial i la seu del govern. L'assentament va ser també conegut com a Zōngzhōu (宗周) per indicar el seu paper de capital dels estats vassalls.